# Gymnodia sichuanensis
Gymnodia sichuanensis är en tvåvingeart som först beskrevs av Xue och Feng 1992.  Gymnodia sichuanensis ingår i släktet Gymnodia och familjen husflugor.
Artens utbredningsområde är Sichuan (Kina). Inga underarter finns listade i Catalogue of Life.